# Лангса
Лангса (індон. Kota Langsa, Jawoë:لڠسا‎) — місто в провінції Ачех, Індонезія. Він розташований на острові Суматра. Окрім невеликого морського узбережжя на північному сході, воно межує з округом Маняк-Пієд регентства Ачех-Таміанг на сході та оточене районом Бірем-Байєн регентства Ачех-Тімур (частиною якого місто було раніше до 2001 року) на півночі, захід і південь. Місто займає площу 239,83 квадратних кілометрів і має населення 148 945 за переписом 2010 року (у порівнянні зі 117 256 за попереднім переписом 2000 року) це зросло до 185 971 за переписом 2020 року.
Лангса розташована за 440 кілометрів від міста Банда-Ачех, столиці провінції. Лангса знаходиться недалеко від південного кордону своєї провінції та за 167 кілометрів від Медана, столиці Північної Суматри. Це робить Лангсу стратегічним містом для торгівлі та перевезень між двома провінціями.
У місті Лангса є кілька університетів як державних, так і приватних. Серед них університет Самудра та IAIN Zawiyah Cot Kala, кампус LP3I. У місті є кілька шкіл медсестер і акушерок, у тому числі Академія медсестер «Harapan Ibu», Академія медсестер «Yayasan Cut Nyak Dhien» і Академія медсестер «UMMI».

## Адміністративні райони
Місто поділено на п'ять районів (кечаматани), наведених у таблиці нижче з територіями та їх населенням за переписами 2010 і 2020 років. Таблиця також містить кількість адміністративних сіл (міських келурахан і сільських деса) у кожному районі.
| Ім'я                          | Площа в км 2 | Населення Перепис 2010 року | Населення Перепис 2020 | Кілк. сіл |
| ----------------------------- | ------------ | --------------------------- | ---------------------- | --------- |
| Лангса Тимур (Східна Лангса)  | 78.23        | 13 818                      | 16 627                 | 16        |
| Лангса Лама                   | 45.02        | 26 877                      | 33,231                 | 15        |
| Лангса Барат (Західна Лангса) | 48,781       | 30 583                      | 39,553                 | 13        |
| Лангса Баро                   | 61,69        | 41,804                      | 55,824                 | 12        |
| Лангса Кота (місто Лангса)    | 6.11         | 35,863                      | 40,736                 | 10        |
| Підсумки                      | 239,83       | 148,945                     | 185,971                | 66        |

## Клімат
Лангса має клімат тропічного лісу (Af) з помірними опадами з лютого по квітень і рясними опадами в інші місяці.
| Клімат Лангси           | Клімат Лангси | Клімат Лангси | Клімат Лангси | Клімат Лангси | Клімат Лангси | Клімат Лангси | Клімат Лангси | Клімат Лангси | Клімат Лангси | Клімат Лангси | Клімат Лангси | Клімат Лангси | Клімат Лангси |
| Показник                | Січ.          | Лют.          | Бер.          | Квіт.         | Трав.         | Черв.         | Лип.          | Серп.         | Вер.          | Жовт.         | Лист.         | Груд.         | Рік           |
| Середній максимум, °C   | 31,0          | 32,0          | 32,4          | 32,5          | 32,5          | 32,4          | 32,1          | 32,0          | 31,3          | 31,3          | 30,6          | 30,7          | 31,7          |
| Середня температура, °C | 26,6          | 27,1          | 27,4          | 27,7          | 27,8          | 27,6          | 27,2          | 27,2          | 26,9          | 26,9          | 26,5          | 26,6          | 27,1          |
| Середній мінімум, °C    | 22,2          | 22,2          | 22,4          | 23,0          | 23,1          | 22,8          | 22,3          | 22,4          | 22,6          | 22,8          | 22,5          | 22,5          | 22,6          |
| Норма опадів, мм        | 149           | 83            | 85            | 94            | 179           | 140           | 160           | 200           | 233           | 242           | 237           | 275           | 2,077         |
| ----------------------- | ------------- | ------------- | ------------- | ------------- | ------------- | ------------- | ------------- | ------------- | ------------- | ------------- | ------------- | ------------- | ------------- |

## Населення
Населення Лангси в основному складається з людей аченської, малайської, яванської, китайської та батацької національностей. Аченська є основною мовою, якою користуються люди, які вважають себе аченською етнічністю, але індонезійська мова є офіційною мовою.
Іслам є релігією більшості жителів Ачеха, включаючи Лангсу, але існують і інші релігії, такі як християнство та буддизм. Буддизм поширений серед етнічного китайського населення Лангси.